# Ali Liebert
Alison Dyan «Ali» Liebert (n. 20 de agosto de 1981) es una actriz y productora canadiense.

## Vida y carrera
Ali Liebert nació en Surrey, Columbia Británica (Canadá). Se crio en Duncan. Desde que era pequeña mostró interés por la interpretación. Después de graduarse en el instituto, Libert atendió al Canadian College of performing arts en Victoria durante 2 años antes de mudarse a Vancouver para conseguir su sueño de ser una actriz famosa.
En 2011, Liebert fundó Sociable Films, una tienda de producción de películas en Vancouver con Nicholas Carella y Michelle Ouellet. A través de su compañía ha producido proyectos como Afterparty y This feels nice currently, que se encuentra en posproducción.
- Datos: Q4724976
- Multimedia: Ali Liebert / Q4724976